# 20991 Jánkollár
20991 Jánkollár là một tiểu hành tinh vành đai chính với chu kỳ quỹ đạo là 1871.9605016 ngày (5.13 năm).
Nó được phát hiện ngày 28 tháng 11 năm 1984.